# Schizopygopsis
Schizopygopsis és un gènere de peixos de la família dels ciprínids i de l'ordre dels cipriniformes.

## Taxonomia
- Schizopygopsis anteroventris (Wu & Tsao, 1989)[2]
- Schizopygopsis kessleri (Herzenstein, 1891)[3]
- Schizopygopsis kialingensis (Tsao & Tun, 1962)[4]
- Schizopygopsis malacanthus (Herzenstein, 1891)[3]
- Schizopygopsis pylzovi (Kessler, 1876)[5]
- Schizopygopsis stoliczkai (Steindachner, 1866)[6]
- Schizopygopsis thermalis (Herzenstein, 1891)[3]
- Schizopygopsis younghusbandi (Regan, 1905)[7][8][9][10][11]